# Aster ageratoides
Aster ageratoides ist eine Pflanzenart aus der Gattung der Astern (Aster) innerhalb der Familie Korbblütler (Asteraceae). Sie ist vor allem in Russlands Fernem Osten, China und Japan verbreitet und wird als Zierpflanze verwendet.

## Beschreibung

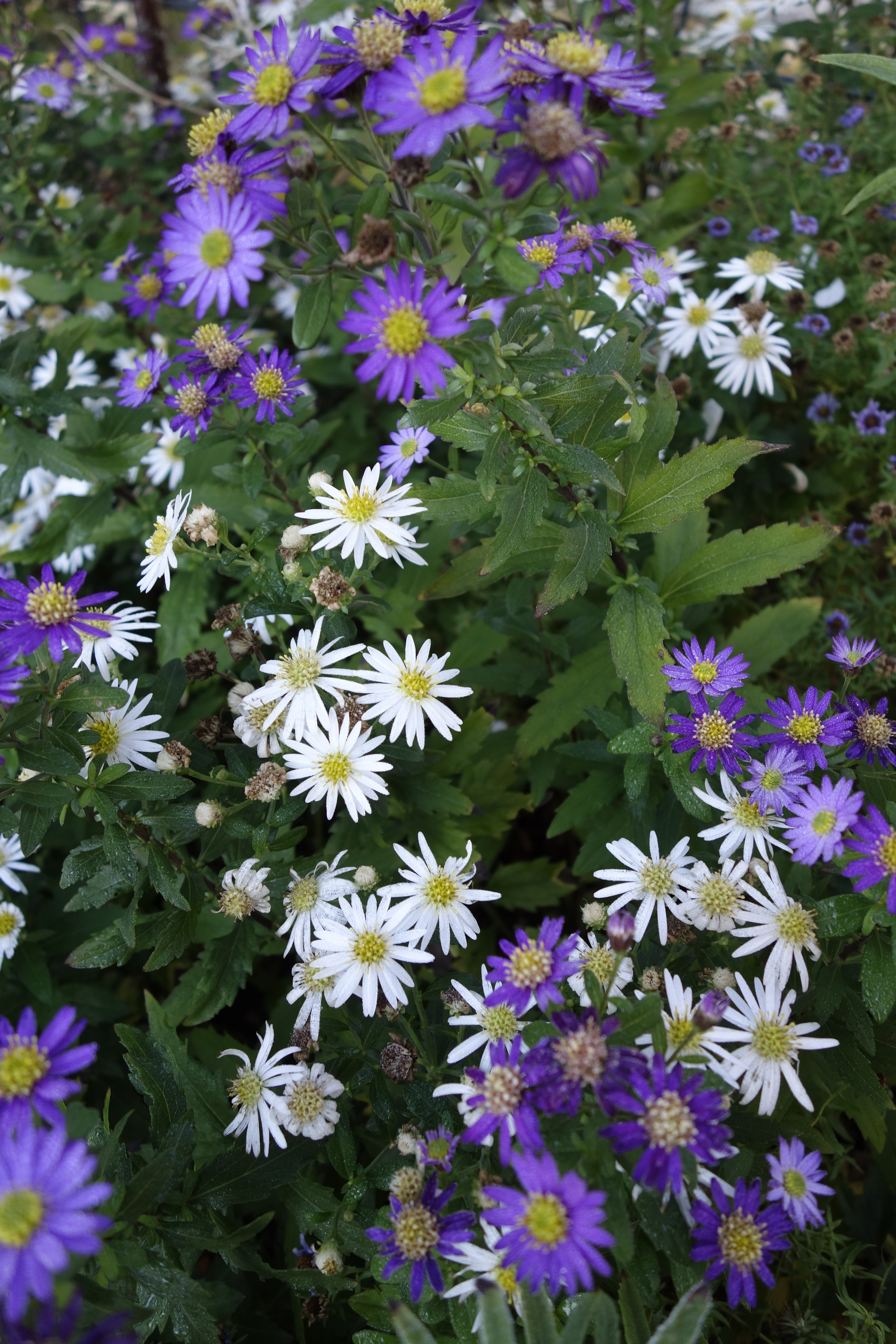
Aster ageratoides 'Ashvi' und 'Ezo Murasaki'

### Vegetative Merkmale
Aster ageratoides wächst als ausdauernde krautige Pflanze, die Wuchshöhen von 40 bis 100 cm erreicht. Sie bildet kriechende, unterirdische Rhizome und steife, aufrechte, kurzhaarige, grüne bis rotbraune, oberseits verzweigte, mehrköpfige Stängel aus. Die 5 bis 15 cm langen, kurz gestielten, kurz behaarten, dunkelgrünen, schwach glänzenden Laubblätter sind am unteren Teil des Stängels breit eiförmig, weiter oben oval bis ovallanzettlich mit keilförmiger Basis, 3 deutlichen Nerven und zugespitztem Ende. Der Spreitenrand ist deutlich gesägt mit 3 bis 6 Paar flachen oder tiefen Sägezähnen. Die Laubblätter verwelken meist schon zur Blütezeit.

### Generative Merkmale
Die Blüte dauert meist etwa einen Monat, beginnt je nach Varietät im September oder Oktober und reicht bis in den November hinein. An den beblätterten Dolden oder Doldenrispen stehen körbchenförmige Blüten mit einem Durchmesser von etwa 3 cm. Die länglich ovalen Hüllblätter stehen in 3 Reihen übereinander und bilden einen umgekehrt kegelförmigen bis halbkugeligen Hüllkelch mit grünen oder lilabraunen Spitzen und trocken ledrigen Spreitenenden. Der Blütenkorb besitzt 15 bis 25 hellviolette, rötliche oder weiße Zungenblüten und 25 bis 35 gelbe Röhrenblüten. Die 2 bis 2,5 mm langen Achänen besitzen kleine Büschel aus hell rötlichbraunen oder schmutzig weißen Pappusborsten.

### Chromosomensatz
Die Chromosomengrundzahl ist x = 9; es liegt meist Diploidie vor, also 2n = 18.

## Vorkommen
Das natürliche Verbreitungsgebiet der Aster ageratoides liegt in Ostasien, in den tropischen Ländern Thailands und Myanmars in Höhenlagen zwischen 1.500 und 2.500 m, entlang der Meeresküste über Korea und Japan bis in das südliche Sibirien, nach Westen über Zentralchina und Tibet bis in die Mongolei. Die Pflanze wächst auf Waldlichtungen, an sonnigen, halbschattigen und absonnigen Waldrändern und in montanen Gebüschen auf warmen, durchlässigen Böden.

## Systematik
Die Erstveröffentlichung von Aster ageratoides erfolgte 1837 durch Nikolai Stepanowitsch Turtschaninow in Bulletin de la Société Impériale des Naturalistes de Moscou, Band 10(7), S. 154. Die Art ist sehr formenreich, so dass zahlreiche Varietäten beschrieben wurden. In der heutigen Zeit wird der Artkomplex kontrovers diskutiert und oft der Art Aster trinervius Roxb. ex D.Don zugerechnet. Aster ageratoides wird manchmal unter dem Namen Aster trinervius ssp. ageratoides im Handel geführt.

## Nutzung
Aster ageratoides wird in den Gemäßigten Breiten als robuste Zierpflanze mit Wildstaudencharakter in Parks und größeren Gärten verwendet. Sie eignet sich gut für Wegränder, pflegearme Pflanzungen auf Freiflächen und zwischen Gehölzen auf frischem bis trockenem Boden. An den Boden werden keine besonderen Anforderungen gestellt. Die Pflanze passt auch gut in weitläufige Präriepflanzungen, beispielsweise in Kombination mit strukturbildenden Ziergräsern wie der Ruten-Hirse. Aster ageratoides ist schnellwüchsig und sehr standfest. Sie wächst sogar auf trockenen Baumscheiben und als Unterpflanzung beispielsweise unter Kiefern. Sie kann gut im pflegeextensiven öffentlichen Grün und als Straßenbegleitgrün eingesetzt werden. Allerdings bildet die Pflanze stark Ausläufer und benötigt daher viel Platz. Meist können nur Gehölze, kräftige Hochstauden und hohe Gräsern (z. B. Bambus) die Pflanze in die Schranken weisen. Aster ageratoides ist winterhart bis −23 °C (Zone 6) oder −29 °C (Zone 5). Die Samenstände gelten als zierend und bleiben den Winter über stabil.
Es sind verschiedene Wildformen und Auslesen im Handel, z. B. Aster ageratoides 'Ashvi' (weiß, bis 70 cm hoch, Staudensichtung: „entbehrlich“), Aster ageratoides 'Asmoe' (hell purpurrot, 40 cm, „gut“), Aster ageratoides 'Asran' (blass violettrosa, 100 cm, „ausgezeichnet“), Aster ageratoides 'Ezo Murasaki' (dunkelviolett, 60 cm, rotbraune Stängel), Aster ageratoides fo. yezoensis (blass violettblau, 60 cm, „gut“), Aster ageratoides var. adustus 'Nanus' (blass blauviolett, 25 cm, „sehr gut“).